# Donavan Grondin
Donavan Vincent Grondin (Saint-Denis (Reunião), Reunião, 26 de setembro de 2000) é um desportista francês que compete no ciclismo nas modalidades de pista e rota.
Participou nos Jogos Olímpicos de Verão de 2020, obtendo uma medalha de bronze na prova de madison (junto com Benjamin Thomas).

## Palmarés internacional
| Jogos Olímpicos | Jogos Olímpicos | Jogos Olímpicos   | Jogos Olímpicos |
| Ano             | Lugar           | Medalha           | Competição      |
| --------------- | --------------- | ----------------- | --------------- |
| 2020            | Tóquio ( Japão) | Medalha de bronze | Madison         |

## Equipas
- Arkéa Samsic (2020-)